# Agylla rufifrons
Agylla rufifrons är en fjärilsart som beskrevs av Moore 1878. Agylla rufifrons ingår i släktet Agylla och familjen björnspinnare. Inga underarter finns listade i Catalogue of Life.